# 工藤优作
工藤优作（日语：／ Kudō Yūsaku ?），是日本漫画和动画作品《名侦探柯南》中的虚构角色。世界首屈一指的推理小說家，是本作男主角高中生偵探工藤新一的父親；暢銷全球的《暗夜男爵》系列小說是其代表作品，並以《緋色的搜查官》一劇獲得奧斯卡最佳劇本獎。
名字參考自曾在1979年由日本偵探小說改編的同名電視劇《偵探物語》中飾演主角工藤俊作的日本演員松田優作。

## 人物
由於小時候父母離婚，雙胞胎哥哥黑羽盜一（初代怪盜基德）跟隨父親，而優作本人則跟隨母親。同時和黑羽盜一是亦敵亦友的關係，兒子工藤新一和黑羽盜一的兒子黑羽快斗（現任怪盜基德）也是亦敵亦友的關係。
妻子是曾經風靡全球的女明星工藤有希子，與鄰居阿笠博士、警視廳警部目暮十三是老朋友，；目前和有希子旅居美國加州洛杉磯，並委託阿笠博士管理原住處。
經常協助警方偵查案件，20年前在查明命案的真相後向有希子求婚；婚後儘管和有希子感情很好，但兩人也會有小爭執的時候，有希子曾幾次賭氣而「離家出走」，但都會被他哄回。
曾偽裝成「暗夜男爵」與妻子有希子一起惡整兒子新一，而這只是測試其偵探能力，最主要的目的是勸他能一起移居洛杉磯，同時也計畫拜託自己在國際刑警組織的朋友幫忙調查APTX-4869的解藥，讓他能盡快恢復原形，不料新一因為想靠自己恢復原形和怕其女友毛利蘭會受到連累而拒絕。漫画1058话开始，察覺到自己已被黑暗組織所監視，與赤井秀一等FBI搜查官合作，假裝食物中毒，從而觀察對方的動作。
人物原型为迈克罗夫特·福尔摩斯 (Mycroft Holmes)。
在M27《名偵探柯南：100萬美元的五稜星》上映以后，同名小说版在日开售。正式揭晓了优作本人与黑羽盗一的关系，证实黑羽盗一为工藤优作的双胞胎亲生哥哥。而工藤优作的独生子工藤新一与黑羽盗一的儿子黑羽快斗（怪盗基德）两人间的关系实际上为堂兄弟。

## 形象
個性沉著穩重，在任何情況下都能保持冷靜，有著英式紳士的模樣及風度，偶爾還帶有幽默感。因為外貌英俊而深受女性讀者歡迎；然而他時常因外出旅行，擅自停止寫稿而被各家出版社追稿。
相當信任及理解新一的想法，新一也視其為良師。工藤家族皆知道柯南的真實身分。
推理能力的敏鋭度遠在其子新一之上，同時觀察力極佳，能夠一眼看穿事件真相，是目暮警部、阿笠博士遇到瓶颈时咨询的对象；灰原哀推測新一的推理能力是繼承自其父親

## 技能
在各方面能力都很出色，擁有多項交通工具的駕照，曾在夏威夷教導新一射擊，駕駛直升機、快艇、汽車、飛機等等，也曾設計過遊戲場景。

## 其他
曾經將一名字跡潦草的記者所寫的「怪盜1412號」讀成「KID」，意外的讓哥哥黑羽盜一成為「怪盜基德」稱號的由來，後來黑羽快斗也繼承此稱號。

## 外部連結
- 工藤 優作｜キャラクター｜名探偵コナン｜読売テレビ（日語）